# Perrin (Familienname)
Perrin ist ein französischer Familienname.

## Namensträger
- Abner Monroe Perrin (1827–1864), General der Army of Northern Virginia
- Alain Perrin (* 1956), französischer Fußballtrainer
- Alice Perrin (1867–1934), englische Autorin
- Ami Perrin († 1561), Genfer Politiker
- Augustin Feyen-Perrin (1826–1888), französischer Maler
- Benny Perrin (1959–2017), US-amerikanischer American-Football-Spieler
- Bernadette Perrin-Riou (* 1955), französische Mathematikerin
- Bernadotte Perrin (1847–1920), US-amerikanischer Klassischer Philologe
- Carmen Perrin (* 1953), bolivianisch-schweizerische Plastikerin und Objektkünstlerin
- Catherine Perrin (* 1963), kanadische Cembalistin, Radio- und Fernsehmoderatorin
- Charles Perrin (1875–1954), französischer Ruderer
- Charles-Edmond Perrin (1887–1974), französischer Mediävist
- Christine Lienemann-Perrin (* 1946), Schweizer Theologin
- Claude-Victor Perrin gen. Victor (1764–1841), Marschall von Frankreich
- Conny Perrin (* 1990), Schweizer Tennisspielerin
- Daniel Perrin (Komponist) (* 1955), Schweizer Komponist
- Daniel Perrin (Sprachwissenschaftler) (* 1961), Schweizer Sprach- und Medienwissenschaftler
- Eddy Perrin (* 1978), italienischer Naturbahnrodler
- Elzéar Abeille de Perrin (1843–1910), französischer Entomologe
- Émile Perrin (1814–1885), französischer Maler, Kunstkritiker, Theaterdekorateur und Theaterleiter
- Éric Perrin (* 1975), kanadischer Eishockeyspieler
- Francis Perrin (Physiker) (1901–1992), französischer Physiker
- Francis Perrin (Schauspieler) (* 1947), französischer Schauspieler, Filmregisseur und Drehbuchautor
- Fred Perrin (1932–2022), Schweizer Bildhauer und Plastiker
- Gaëtan Perrin (* 1996), französischer Fußballspieler
- Germaine Perrin de la Boullaye (1875–1939), französische Archäologin
- Gillian Perrin (* 1950), englische Badmintonspielerin, siehe Gillian Gilks
- Georges Perrin (18921969), französischer Radrennfahrer
- Harry Crane Perrin (1865–1953), englischer Organist, Komponist und Musikpädagoge
- Harvey Perrin (1905–1999), kanadischer Musikpädagoge, Geiger, Bratscher und Chordirigent
- Herbert T. Perrin (1893–1962), US-amerikanischer Brigadegeneral
- Jack Perrin (1896–1967), US-amerikanischer Schauspieler
- Jacques Perrin (1941–2022), französischer Schauspieler und Produzent
- Jean Perrin (1870–1942), französischer Physiker und Nobelpreisträger
- Jean Perrin (Dichter) (1910–2008), französischer Dichter
- Jean Perrin (Musiker) (1920–1989), Schweizer Musiker und Komponist
- Johnnie Perrin, maltesischer Fußballspieler
- Liliane Perrin (1940–1995), Schweizer Journalistin und Schriftstellerin
- Loïc Perrin (* 1985), französischer Fußballspieler
- Luc Perrin (* 1958), französischer Historiker
- Lucas Perrin (* 1998), französischer Fußballspieler
- Marie Perrin (* 1997), französische Chemikerin und Forscherin
- Maurice Perrin (Erzbischof) (1904–1994), französischer Geistlicher, römisch-katholischer Erzbischof und Diplomat des Heiligen Stuhles
- Maurice Perrin (1911–1992), französischer Bahnradsportler und Olympiasieger
- Maxence Perrin (* 1995), französischer Schauspieler
- Michael Willcox Perrin (1905–1988), britischer Chemiker und Manager
- Mimi Perrin (1926–2010), französische Jazzmusikerin
- Nick Perrin (* 1977), Schweizer Jazz- und Flamencomusiker
- Nicolas Perrin (* 1959), Schweizer Manager
- Philippe Perrin (* 1963), französischer Raumfahrer
- Pierre Perrin († 1675), französischer Dichter und Librettist
- René Perrin (1893–1966), französischer Erfinder und Industrieller
- Steve Perrin (* 1946), US-amerikanischer Spieledesigner und Schriftsteller
- Titouan Perrin-Ganier (* 1991), französischer Mountainbiker
- Valérie Perrin (* 1967), französische Schriftstellerin
- William F. Perrin (1938–2022), US-amerikanischer Cetologe
- Yann Perrin (* 1985), französischer Squashspieler
- Yvan Perrin (* 1966), Schweizer Politiker (SVP)
- Zacharie Perrin (* 2004), französischer Basketballspieler